# قصبة بولعوان

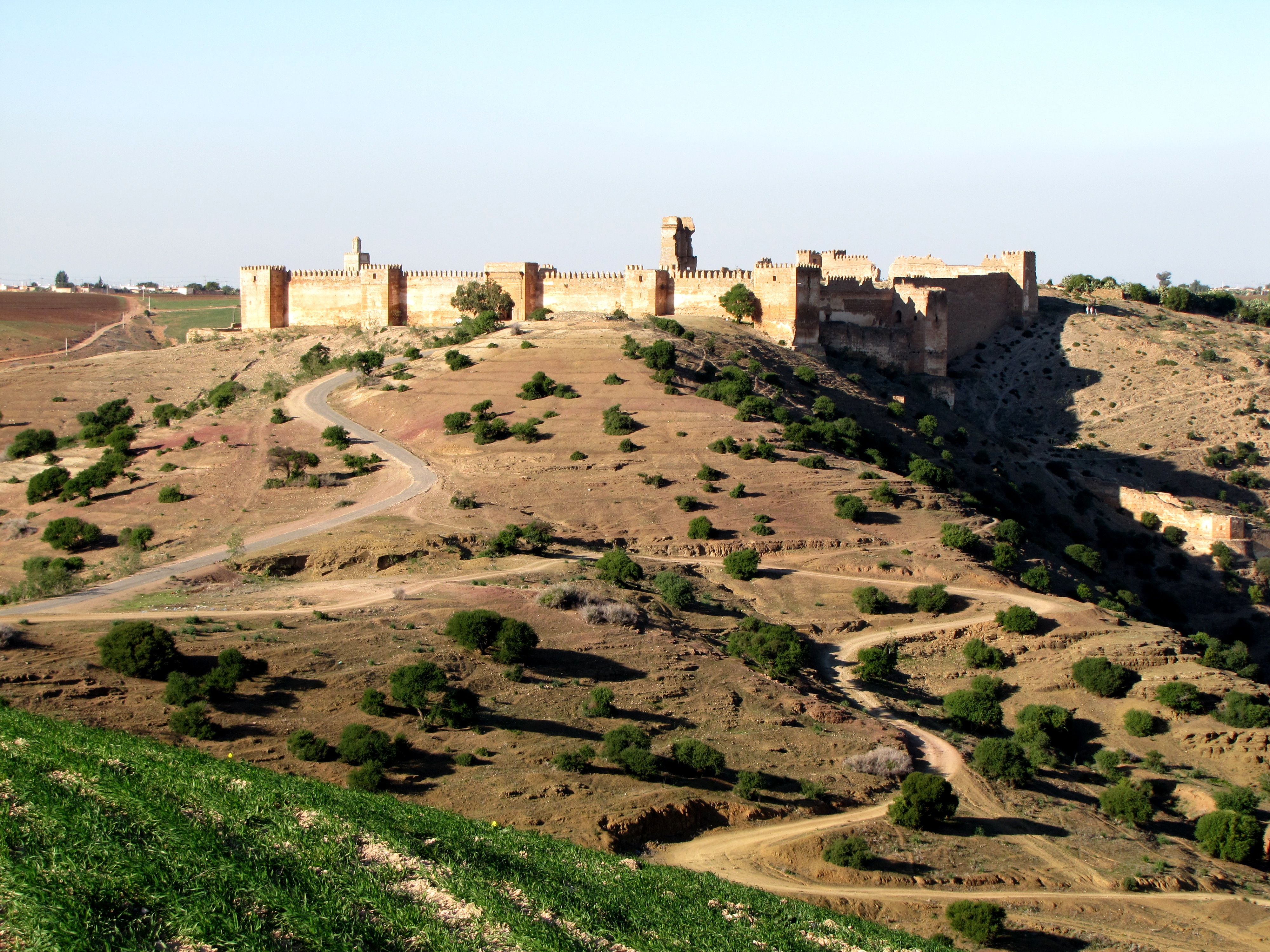
قصبةُ أبي الأعوانِ قائمةٌ على ربوةٍ شَكَّلَها انعطافُ مسارِ نهرِ أمِّ الربيعِ.

قصبة بولعوان هي قصبةٌ تقعُ في منطقةِ بولعوان شرقَ ترابِ قبيلةِ دكالةَ المغربيةِ. تطل على نهر أم الربيع، بحيث تنتصب على إحدى التلال التي شكلتها منعطفات مساره.
أمرَ ببنائها السلطانُ إسماعيلُ بْنُ الشريفِ عامَ 1122 (1710 مـ)، وهي من أهمِّ القلاعِ الإسماعيليةِ وأكبرِها.
تُعرَفُ أيضًا هذه القصبةُ محليًّا باسمِ «دار السلطان الاكحل».
في عامِ 1929 مـ، زارَ الكاتبُ والطيارُ الفرنسيُّ أنطوان سانت إكزوبيري قصبةَ أبي الأعوانِ ولَقِيَ بها القائدَ أحمدَ التونسيَّ زعيمَ قبيلةِ العَوْناتِ. نتجَ عن هذه الزيارةِ كتابُ «قصبة» (Citadelle) غيرُ المكتملِ لسنت إكسوبيري، والذي نُشِر بعد وفاتِه في عامِ 1948.

## تاريخ

### قرية قديمة باسم «أبي الأعوان»
منذ القرن الـ16 للميلاد، تحدث لِيو الأفريقي عن قرية تحمل اسم «أبي الأعوان» على ضفة النهر المذكور. إلا أنه من المرجح أن لا يكون الأمر يتعلق بالقصبة الحالية التي شُيدت على ربوة مرتفعة.[بحاجة لمصدر]

### القصبة
عرفت القصبة انطلاقا من عدة مصادر تاريخية من بينها كتاب طوماس بيلوو ومصدري الزياني والناصري. في بداية القرن الـ20 مـ، زار المستشرق الفرنسي إدمون دوتيه القصبة وأعد لها توصيفا دقيقا.

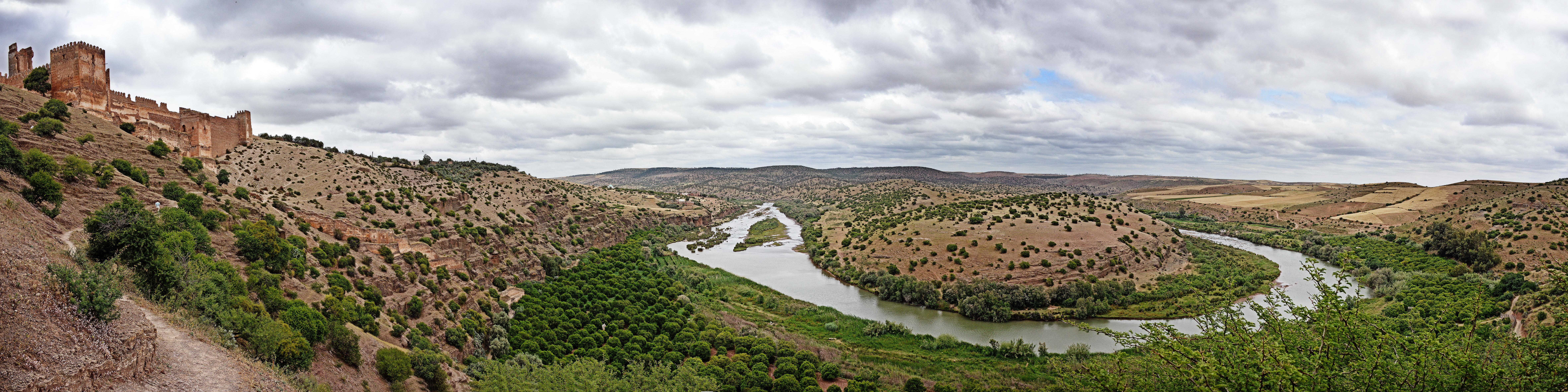
أحد منعطفات نهر أم الربيع، وقصبة أبي الأعوان على ضفته اليسرى في أقصى يسار الصورة

## توصيف
ينتظم هذا المعلم على شكل رباعي الأضلاع غير منتظم. وفي السفح الجنوبي ترتفع خمسة أبراج داعمة. وفي البرج الأوسط، ينتصب باب كبير. أما السفح الشمالي فمحصن بأبراج تحمي زوايا السور فقط. من جهة الغرب نجد برجا نصف دائري ومن الشرق يوجد برج مستطيل. تتكئ على هذا الأخير بناءات تحتوي على باب سري يربط، عبر ممر منعرج، القصبة بالنهر الموجود أسفلها.
بني الباب الرئيسي بالحجر المشذب وهو على شكل عقد منكسر متجاوز ذو مركزين، وتحمله عضاضتان. وتعلو نقيشة على شكل إفريز إطار الباب، وتحمل تاريخ بناء القصبة واسم المهندس الذي أوكل إليه مولاي إسماعيل القيام بذلك. كان تصميم الباب في الأصل منعرجا إلا أن أدخلت عليه إصلاحات جعلته ممرا مستقيما. ويحتوي في داخله على حجرات وحجرات الحراس. ويمكن درج من الارتقاء إلى سطحه، كما يمكن من الوصول إلى غرفة فوق الباب تتصل بممشى الحراسة.
يوجد داخل القصبة حي سكني يسمى دار السلطان، يحتوي على برج مخصص للسكن وفي نفس الوقت للحراسة. يضم هذا الجانب كذلك المراحيض والحمام وبعض الغرف السكنية الجميلة كما تؤكد ذلك الزخرفة التي خصصت لها من زليج وجص منقوش وأجزاء من أعمدة رخامية.
كما تحتوي القصبة على مخازن وإسطبلات ومسجد ذو مئذنة وخزان للمياه. وفي المنطقة التي كانت فيها الربوة شديدة الانحدار تم تدعيمها بجدار لخلق منصة مصطنعة تقي هذه الحافة من الانجرافات. من جهة الشرق نجد ممرا طويلا بين جدارين جانبيين. وتحمي غرفة متعددة الأضلاع الزاوية المتجهة نحو الشمال. يصل هذا الممر إلى النهر وإلى صهاريج يحتمل أن تكون قد استعملت لسقاية الحيوانات.

## المسالك والطرق السلطانية
تعتبر قصبة بولعوان، كما هو شأن العشرات من القصبات التي تؤثث المسالك والطرق السلطانية في عهد مولاي إسماعيل، مركزا مستقلا، وتعيد إنتاج نموذج القصبة المعزولة التي عرفت منذ المعسكرات الرومانية إلى الحصون البيزنطية. منذ القرن الثاني عشر الميلادي، استعملها المرابطون عندما بنوا عدة قصبات وقلاع حقيقية لحصر الخطر الموحدي (قلعة أمركو، قلعة تاسغيموت...). واستمر هذا التقليد مع الموحدين وبنو مرين الذين وطنوها في مناطق حيوية. وفي الفترة السعدية، بنيت قلاع وقصبات جديدة منها على الخصوص القصبة الزيانية (سهل تادلة) وقصبة الوليدية (على الشاطئ الأطلسي بين الجديدة وآسفي).